# Samea alophalis
Samea alophalis är en fjärilsart som beskrevs av George Francis Hampson 1912. Samea alophalis ingår i släktet Samea och familjen Crambidae. Inga underarter finns listade i Catalogue of Life.